# Prefectura de Tokushima
La prefectura de Tokushima (徳島県 Tokushima-ken?) está ubicada en la isla de Shikoku, Japón. La capital es Tokushima.

## Geografía
La prefectura de Tokushima se sitúa al este de la isla Shikoku, y está unida a la isla de Awaji a través del puente Naruto. Desde allí, hay otra comunicación en puente con la isla de Honshu.

### Ciudades
- Anan
- Awa
- Komatsushima
- Mima
- Miyoshi
- Naruto
- Tokushima (capital)
- Yoshinogawa

### Pueblos y villas
Estos son los pueblos y villas de cada distrito:
- Distrito de Itano
  - Aizumi
  - Itano
  - Kamiita
  - Kitajima
  - Matsushige
- Distrito de Kaifu
  - Kaiyō
  - Minami
  - Mugi
- Distrito de Katsuura
  - Kamikatsu
  - Katsuura
- Distrito de Mima
  - Tsurugi
- Distrito de Miyoshi
  - Higashimiyoshi
- Distrito de Myōdō
  - Sanagōchi
- Distrito de Myōzai
  - Ishii
  - Kamiyama
- Distrito de Naka
  - Naka

## Demografía
En total, hay censadas aproximadamente 830,000 personas en la prefectura, de las cuales unas 6000 proceden de otros países.
De hecho, en 2003, había un total de 5,911 residentes extranjeros en la prefectura de Tokushima, desglosados del siguiente modo:
Total: 5,911
Corea: 428
China: 3,557
Brasil: 67
Filipinas: 875
Perú: 22
Estados Unidos: 110
Tailandia: 47
Vietnam: 89
Indonesia: 169
Reino Unido de GB e Irlanda del Norte: 48
Otros: 499

## Cultura
Tokushima es conocido por el famoso festival 'Awa Odori', que trae sobre 1,000,000 visitantes a la prefectura cada año. El evento ocurre entre el 12 y 15 de agosto.

## Turismo
Hay muchos lugares para visitar en Tokushima, incluyendo los torbellinos del naruto, el puente de la vid (que se llama 'kazura bashi' en el valle del Iya), la montaña Bizan y muchos otros lugares.

## Símbolos de la prefectura
Los símbolos de la prefectura incluyen Awa Odori, sudachi, y un tipo de teatro de la marioneta llamada 'Ningyo Joryuri'. La mascota de la prefectura se llama 'Sudachi-kun'.

## Miscelánea
Lugar de nacimiento del Baterista de la famosa banda Gazette, Kai, el día 28-10-1981